# Kruzi
Kruzi su naseljeno mjesto na području Grada Sarajeva, Federacija Bosne i Hercegovine, BiH.

## Povijest
Prvi apostolski vikar u Bosni biskup fra Mate Delivić u svome izvješću iz 1737. godine naveo je mjesto Kruze (Cruzi) u župi Sarajevu, s 2? katoličkih kuća i 20 katolika.